# Banzengraben
Der Banzengraben ist ein 3,5 km langer Bach im Ostalbkreis im östlichen Baden-Württemberg, der nach etwa südlichem Lauf nahe der Banzenmühle der Kleinstadt Lauchheim von rechts in die obere Jagst mündet.

## Geographie

### Verlauf
Der Banzengraben entsteht am Südfuß des Hornsbergs (587,2 m ü. NHN) jenseits des offenen Vogelfeldes im Waldrand des Brandholzes auf etwa 518 m ü. NHN dicht an der Grenze der Gemeinde Westhausen zur Stadt Lauchheim. Der Bach fließt anfangs südöstlich am Waldrand und erhält nach weniger als einem halben Kilometer Zulauf aus dem Nordosten von einem zweiten Quellast, der ebenfalls dem Waldrand folgt. In unveränderter Richtung durchquert er den nur etwa 200 Meter breiten Wald in einer feuchten Erlenniederung. Auf dessen anderer Seite durchläuft er, nunmehr begradigt und ohne Baum- und Strauchbewuchs am Ufer, die Wiesen zwischen den Westhausener Höfen Beerhalden und Hundslohe auf dem linken und dem Lauchheimer Hof Mohrenstetten auf dem rechten Hang. Er berührt eine kleine Waldinsel auf der Mohrenstettener Seite, nach welcher von nahe der Ansiedlung her ein rund 0,8 km langer Wiesenbach auf etwa 498,5 m ü. NHN zuläuft.
Nach diesem längsten Zufluss des Banzengrabens, der nach knapp einem Drittel des Laufes mündet, wendet dieser sich auf Südlauf durchs Gebiet der Stadt Lauchheim. Am Ufer zu den begleitenden Wiesen stehen neben dem weiterhin recht geraden Lauf nunmehr zuweilen Bäume und Büsche und einige weitere Zuflüsse von unter einem halben Kilometer Länge speisen mehr oder weniger beständig den Bach, die oft am Rand oder in den nun vor allem links wieder näher an ihn heranrückenden Hangwäldern ihren Anfang nehmen. Zwischen dem Einzelhof Schönberg an einem Bergsporn in einer rechten Flurbucht vom Bach her und dem Weiler Hettelsberg über dem linken Hang, das vom Hangwald verdeckt ist, sind Reste eines durchstochenen Damms im Talgrund zu erkennen. Weiter abwärts umgeht der Bach einen weiteren alten Damm und nimmt dann den Abfluss einer Teichkette mit einer Gesamtfläche von 0,8 ha auf, die am Südrand der Schönberger Flurbucht liegt. Hiernach setzt rechts der Wald auch über den Hängen aus, während sich der links bis ans Ufer reichende Hangwald Pfaffenlohe fast bis zur Banzenmühle fortsetzt. An dieser unterquert der Bach die erste und einzige öffentliche Straße Lauchheim–Westerhofen, tritt in die Flussaue aus und mündet dann in spitzen Winkel auf etwa 476 m ü. NHN in die hier etwa westwärts fließende obere Jagst.
Der Banzengraben ist 3,5 km lang, mündet etwa 42 Höhenmeter unterhalb seines Ursprungs und hat damit ein mittleres Sohlgefälle von rund 12 ‰.

### Einzugsgebiet
Das 4,0 km² große Einzugsgebiet des Banzergrabens liegt, naturräumlich betrachtet, im Unterraum Hügelland von Baldern des Vorlandes der östlichen Schwäbischen Alb. Sein höchster Punkt nahe dem 587,2 m ü. NHN hohen Gipfel des Hornsberg erreicht nicht ganz 585 m ü. NHN.
Die nördliche Wasserscheide über den Hornsberg trennt vom Einzugsgebiet des Killingerbachs, einem Zufluss des ersten größeren Jagst-Zuflusses Röhlinger Sechta weiter unten am Lauf. Die gegenüber dem Banzenbach unbedeutenderen Konkurrenten hinter den anderen Einzugsgebietsgrenzen entwässern alle ebenfalls von rechts direkt zur Jagst, hinter der östlichen Wasserscheide im Wesentlichen der Speckgraben und der Rinnenbach, dann hinter der westlichen der Scherbach und der Bächgraben unterhalb des Banzengrabens.
Auf einem knappen Drittel des Einzugsgebietes steht Wald. In der offenen Flur finden sich überwiegend Wiesen, Äcker fast nur rechts am Hang des Unterlaufs. Es gibt nur fünf recht kleine Siedlungsplätze im Einzugsgebiet oder auf dessen Grenze, die alle im Abschnitt → Ortschaften genannt sind. Rund 70 % der Fläche mit dem zentralen Teil gehören zur Stadt Lauchheim, der ganze Rest zu Westhausen, ausgenommen nur ein winziger unbesiedelter Waldzwickel im Norden auf dem Hornsberg, der zum Gebiet der Stadt Ellwangen zählt.

### Zuflüsse und Seen
Liste der Zuflüsse und  Seen von der Quelle zur Mündung. Gewässerlänge, Seefläche, Einzugsgebiet und Höhe nach den entsprechenden Layern auf der Onlinekarte der LUBW. Andere Quellen für die Angaben sind vermerkt. Auswahl.
Ursprung des Banzengrabens auf etwa 518 m ü. NHN ca. 0,5 km südlich des Hornsberg-Gipfels am Rand des offenen Vogelfeldes zum Brandholz und an der Kommunalgrenze von Westheim zu Lauchheim. Der Bach fließt zunächst südostwärts dicht der Flurgrenze entlang, ihm folgt ungefähr die Kommunalgrenze zwischen der Gemeinde Westhausen links und der Stadt Lauchheim rechts.
- (Anderer Quellast), von links und Nordosten auf etwa 509,2 m ü. NHN[LUBW 4] in einem kleinen Schwarzerlenbruch im Gewann Klinge, ca. 0,3 km bis (unbeständig) ca. 0,5 km und ca. 0,2 km². Entsteht auf bis zu 535 m ü. NHN ebenfalls am Flurrand, dem er fast auf ganzer Länge folgt. Der Hauptast ist (beständig) nur wenig länger und einzugsgebietsreicher.
- (Unbeständiger Wiesenbach), von links und Nordosten auf etwa 499 m ü. NHN westsüdwestlich von Westhausen-Hundslohe, ca. 0,4 km und ca. 0,1 km². Entläuft auf etwa 435 m ü. NHN einem winzigen Teich an einem Einzelbaum zwischen Hundslohe und Westhausen-Beerhalden.
- (Wiesenbach vom Brunnenholz), von rechts und Westsüdwesten auf etwa 498,5 m ü. NHN[LUBW 4] weniger als 50 Meter nach dem vorigen, 0,8 km[LUBW 2] und ca. 0,4 km². Entsteht auf etwa 523 m ü. NHN südöstlich von Lauchheim-Mohrenstetten am nördlichen Waldzipfel des Brunnenholzes. Zunächst unbeständig.
Kurz nach diesem Wiesenbach entfernt sich die Kommunalgrenze vom Banzengraben, der nun im Stadtgebiet von Lauchheim läuft.
  -  Durchfließt auf etwa 512 m ü. NHN einen Teich hinter dem Damm der Straße Mohrenstetten–Schönberg, 0,1 ha.
Ab diesem Teich beständigerer Lauf des Bachs.
- (Bach vom Rand des Schlauchs), von rechts und Westen auf etwa 494 m ü. NHN kurz vor einer Feldwegquerung, ca. 0,3 km und ca. 0,2 km². Entsteht auf unter 505 m ü. NHN am Ostrand des Waldes Schlauch.
- (Hanggraben von Schönberg her), von rechts und Westsüdwesten auf etwa 492 m ü. NHN, ca. 0,4 km und ca. 0,1 km². Entsteht auf etwa 515 m ü. NHN nahe beim Hof Schönberg. Führt nur unbeständig Wasser.
- (Bach durch die Geißwiesen), von links und Nordosten auf etwa 490 m ü. NHN gegenüber Schönberg, ca. 0,4 km und ca. 0,3 km². Entsteht auf etwa 515 m ü. NHN am unteren Rand des Gangwalds Halde, dem er anfangs folgt.
- (Bach aus dem Pfaffenloh), von links und Osten auf etwa 485 m ü. NHN an einem alten Damm am Banzengraben, ca. 0,4 km und ca. 0,1 km². Entsteht auf etwa 520 m ü. NHN im Wald Pfaffenloh südlich von Hettelsberg.
- (Abfluss einer Teichkette), von rechts und Nordwesten auf etwa 484 m ü. NHN kurz nach dem vorigen, ca. 0,7 km (ab bergseitigem Ufer des ersten Teichs) und ca. 0,5 km².
  -  Durchfließt zwischen 500 und 490 m ü. NHN vier Teiche am Hang unter Lauchheim-Schönberg, zusammen 0,8 ha.

Mündung des Banzengrabens von rechts und nach Passieren der Banzenmühle zuallerletzt Nordosten auf ca. 476 m ü. NHN in die obere Jagst. Der Banzengraben ist 3,5 km lang und hat ein Einzugsgebiet von 4,0 km².

### Ortschaften
Orte nahe am Lauf mit ihren Zugehörigkeiten. Nur die Namen tiefster Schachtelungsstufe bezeichnen Siedlungsanrainer.
Ostalbkreis
- Gemeinde Westhausen
  - Beerhalden (Einzelhof, links auf der Wasserscheide)
  - Hundslohe (Einzelhof, links auf der Wasserscheide)
- Stadt Lauchheim
  - Schönberg (Einzelhof, rechts halb am Hang)
  - Hettelsberg (Weiler mit nur zwei Hausnummern, links auf der Wasserscheide)
  - Banzenmühle (Einzelhof, überwiegend am linken Ufer)

## Geologie
Im gesamten Einzugsgebiet, ausgenommen nur den unmittelbaren Mündungsbereich in den quartär abgelagerten Auensedimenten des Jagsttals, stehen Schichten des Braunjuras an. Der Hornsberg ganz im Norden ist ein kleiner Zeugenberg der Eisensandstein-Formation. Darunter am Hang entsteht der Bach in der ihn unterlagernden Opalinuston-Formation, in der der Bach bis etwa zum Zufluss aus der Weiherkette bei Schönberg verbleibt. Schon zuvor deckt der Eisensandstein wieder die rechten und linken Hügel, dort tritt der untere Bachlauf in diese höhere Schicht ein; ursächlich ist das natürliche Schichtenfallen etwa in Richtung Südosten im Südwestdeutschen Schichtstufenland. Auf Höhe der Banzenmühle streicht eine Störungslinie etwa vom Lauchheimer Weiler Stetten im Nordosten her bis an den Bachlauf, die zum System der Verwerfungen entlang dem weitlaufenden Schwäbischen Lineament gehört und die gegen die Eisensandstein-Formation auf der Hochscholle im Nordwesten die nochmals in der geologischen Schichtenfolge höhere Wedelsandstein-Formation der Tiefscholle mit dem kleinen Hügel Sandbühl im Südosten versetzt.
Im Einzugsgebiet gibt es zwei Geotope, beide aufgelassene Steinbrüche im Eisensandstein am linken Talhang im Wald. Der kleinere liegt etwa einen halben Kilometer nördlich von Lauchheim–Hettelsberg etwa 150 Meter westlich der Straße nach Hundslohe und schließt oben am Hang auf Höhen um 530 m ü. NHN den früher als Werkstein begehrten Unteren Donzdorfer Sandstein auf und zuoberst noch eine halb mannshohe Schicht des eisenerzhaltigen Unteren Flözes. Größer ist der alte Steinbruch am unteren Hang im Wald Pfaffenloh auf etwa 490–510 m ü. NHN, der ebenfalls den dickbankigen Sandstein zeigt.

## Natur und Schutzgebiete
Der größere, mittlere und südliche Teil des Einzugsgebiets ist Teil eines fast 15 km² großen Wasserschutzgebietes am und vor dem Albtrauf von östlich Lauchheim bis an den Siedlungsrand von Westhofen im Westen. Rechts in der Aue neben dem Unterlauf gibt es Nasswiesen.

## Geschichte
Gerade eben außerhalb des Einzugsgebietes liegen die Ruine der Burg Hornsberg am Westsporn des namengebenden Bergs sowie der Burgstall Mohrenstetten wenig westlich des Einzelhofs Mohrenstetten. Südlich von Hundslohe gab es am linken Hang früher einen Siedlungsplatz Lindstetten, der heute bis auf ein landwirtschaftliches Gebäude wüst liegt. Am Rand des Hofes Schönberg befinden sich die Reste der Burg Schönberg, ein Burghügel umgeben von einem Wassergraben.

### LUBW
Amtliche Online-Gewässerkarte mit passendem Ausschnitt und den hier benutzten Layern: Lauf und Einzugsgebiet des Banzengrabens

Allgemeiner Einstieg ohne Voreinstellungen und Layer: Daten- und Kartendienst der Landesanstalt für Umwelt Baden-Württemberg (LUBW) (Hinweise)
1. 1 2 3 4  Höhe nach dem Höhenlinienbild auf dem Hintergrundlayer Topographische Karte.
2. 1 2 3  Länge nach dem Layer Gewässernetz (AWGN).
3. 1 2  Einzugsgebiet nach dem Layer Basiseinzugsgebiet (AWGN).
4. 1 2 3 4 5 6  Höhe nach schwarzer Beschriftung auf dem Hintergrundlayer Topographische Karte.
5. ↑  Länge abgemessen auf dem Hintergrundlayer Topographische Karte.
6. ↑  Seefläche nach dem Layer Stehende Gewässer.
7. ↑  Einzugsgebiet abgemessen auf dem Hintergrundlayer Topographische Karte.
8. ↑  Schutzgebiet nach dem gleichnamigen Layer, genauere Beschreibungen der Bachnatur auch nach dem Layer Biotope.

### Andere Belege
1. ↑  Name Banzenbach nach dem Layer WMS ALKIS Basis von: Geoportal Baden-Württemberg (Hinweise)
2. ↑  Modellierte Werte nach Abfluss-BW Gewässerknoten MQ/MNQ
3. ↑  Hansjörg Dongus: Geographische Landesaufnahme: Die naturräumlichen Einheiten auf Blatt 171 Göppingen. Bundesanstalt für Landeskunde, Bad Godesberg 1961. → Online-Karte (PDF; 4,3 MB)
4. ↑  Geologie grob nach: Mapserver des Landesamtes für Geologie, Rohstoffe und Bergbau (LGRB) (Hinweise)
5. ↑  Geotopsteckbrief des Landesamtes für Geologie, Rohstoffe und Bergbau (LGRN) für den aufgelassenen Steinbruchs am Gewann Geiger etwa 500 m nördlich von Hettelsberg.
6. ↑  Geotopsteckbrief des LGRN für den aufgelassenen Steinbruchs im Pfaffenloh etwa 500 m nördlich der Banzenmühle.